# العرة (المحويت)
العرة هي إحدى قرى عزلة بنى الخياط التابعة للمديرية الطويلة ويبلغ عدد السكان حاليا 1900 نسمة وتتميزقرية العرة بمساكنها التاريخية ومن أبرز هذه المباني بيت سعيد قاسم -الحصن-الفقرة وكذلك مسجدها التاريخي الذي يقارب عمره 358سنة ويعرف بمسجد الهادي نسبة لمؤسسة هادي ابن محسن ابن سعيد قاسم وقد بني هذا المسجد بالأحجار والقضاض  وتتميز العرة كذلك بالزراعة والرعب وهي توجد في جهة الغرب بنسبة لعاصمة الجمهورية اليمنية. يً.ريً